# Ratusz w Przedczu
Ratusz w Przedczu – zabytkowa siedziba Urzędu Miasta w Przedczu mieszcząca się przy południowej pierzei rynku (Plac Wolności).
Jest to budowla wybudowana w 1826 w stylu klasycystycznym na planie zbliżonym do kwadratu. Dach ratusza jest blaszany, czterospadowy. Na środku dachu znajduje się prostokątna wieżyczka, posiadająca dwa prześwity. Ratusz posiada dwie kondygnacje. Oddzielone są od siebie gzymsem z profilami. Ściany są zwieńczone fryzem i gzymsem kostkowym.
Fasada frontowa posiada trzyosiowy ryzalit obejmujący dwie kondygnacje, zakończony szczytem w kształcie trójkąta. W środku szczytu umieszczony jest herb miasta.
Wejście do budynku umieszczone jest w płytkiej półkolistej arkadzie. Obramienia skrajnych okien na parterze również posiadają arkady. Fasada posiada boniowanie oraz gzyms opaskowy otaczający parter na poziomie okien.
Ratusz został wpisany do rejestru zabytków 21 maja 1984.